# Fusil Lebel Modelo 1886
El Lebel Modelo 1886 (siendo Fusil Modèle 1886-M93 su denominación oficial francesa) es un fusil de cerrojo calibre 8 mm que entró en servicio en el Ejército francés en abril de 1887. El coronel Nicolas Lebel solo diseñó la bala encamisada ("Balle M" o "Balle Lebel") pero no el fusil, aunque su nombre fue mantenido extraoficialmente para describir el arma. El fusil Lebel tiene la fama de ser el primer fusil diseñado para emplear munición con la  Poudre B a base de nitrocelulosa, la primera pólvora sin humo que había sido inventada en 1884 por el químico Paul Marie Vieille. El Lebel también es el primer fusil militar en emplear una bala con base troncónica (la " Balle D "), introducida en 1901, como munición estándar. La "Balle D" mejoró el desempeño balístico al aumentar el alcance máximo del fusil Lebel a 4.100 m. El fusil Lebel Modelo 1886 tenía una capacidad de 10 cartuchos (ocho en el depósito tubular bajo el cañón, uno en la teja elevadora y uno en la recámara) y montaba una bayoneta de pincho. Fue desarrollado por la Manufacture d'armes de Châtellerault (MAC) y fabricado por la Manufacture d'armes de Saint-Étienne (MAS) y la Manufacture d'Armes de Tulle (MAT) hasta mayo de 1920. El número total de fusiles Lebel fabricados es de 2.880.000. El fusil Lebel quedó parcialmente en servicio con el Ejército francés hasta 1940, aunque su cartucho con pestaña y depósito tubular ya eran características obsoletas hacia 1900. Los planes para reemplazar al fusil Lebel con un fusil semiautomático calibre 7 mm alimentado mediante peines (el fusil Meunier), fueron interrumpidos en 1914 a causa del inicio de la Primera Guerra Mundial.

## Desarrollo
El fusil Lebel fue desarrollado como consecuencia de la invención de la primera pólvora sin humo en 1884 por el químico francés Paul Marie Eugène Vieille. La Poudre B (Pólvora B) a base de nitrocelulosa era tres veces más potente que la pólvora negra al mismo peso y dejaba muy poco hollín tras el disparo. Casi al mismo tiempo, el mayor Eduard Rubin del ejército suizo había inventado en 1883 balas de plomo con camisa de cobre que podían dispararse a grandes velocidades sin que se fundieran en el ánima del cañón del fusil.   
Poco tiempo después, en enero de 1886, el ministro de Guerra francés, el general Georges Boulanger, ordenó la urgente aplicación de los descubrimientos en el diseño de un nuevo fusil de infantería y encomendó al general Tramont que finalizara el proyecto en menos de un año. Se decidió rediseñar el casquillo del cartucho 11 mm Gras en uno de 8 mm, modificación hecha por el capitán Desaleux. El cerrojo fue diseñado por el coronel Bonnet para incorporar dos tetones de acerrojado frontales opuestos. La base de la manija del cerrojo también funcionaba como un tercer tetón adicional. El diseño y formato generales del fusil fueron propuestos por el coronel Gras, mientras que algunos detalles, como un interruptor para el depósito, fueron diseñados por los controladores Close y Verdin del arsenal de Châtellerault. La bala de 8 mm encamisada y con punta plana ("Balle M") para el nuevo cartucho fue desarrollada por el teniente coronel Nicolas Lebel, director de la escuela de tiradores de élite del Ejército, el cual dio el nombre al fusil y su cartucho.     

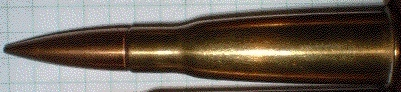
El cartucho 8 mm Lebel, desarrollado en 1892, fue el primer cartucho que empleaba pólvora sin humo fabricado y adoptado por país alguno. Este cartucho monta la bala de latón macizo y base troncónica "Balle D", introducida en 1901.

El coronel Lebel argumentó durante toda su vida que Gras tuvo más responsabilidad que él en el diseño del fusil, pero sin éxito - su nombre, que ya era empleado para denominar a la bala "Balle M" (Balle Lebel), fue aplicado al arma. Más tarde, en 1893, el cerrojo del fusil Lebel fue modificado para expulsar los gases de un casquillo rajado y su denominación fue cambiada de Mle 1886 a Fusil Mle 1886-M93. El fusil Lebel sucedió al fusil de cerrojo Gras 11 mm Mle 1874 y al fusil naval Kropatschek Mle 1878, diseñado por el armero austriaco Alfred von Kropatschek, teniendo como característica común el mismo depósito tubular en el guardamano de este último. Este sistema de alimentación era ampliamente empleado en los fusiles de palanca para cacería contemporáneos fabricados por Winchester, Marlin y otras empresas. Dos fusiles de cerrojo de transición, aún calibrados para el cartucho de pólvora negra 11 mm Gras, sucedieron al Mle 1878: el Mle 1884 y el Mle 1885. El segundo ya incorporaba un cajón de mecanismos en acero macizo que separaba la culata y el guardamanos, por lo cual se parece mucho al Lebel Modelo 1886. Ya se habían suministrado más de 20.000 fusiles Mle 1884, cuando la decisión de adoptar el fusil Lebel Modelo 1886 cerró sus líneas de producción.               

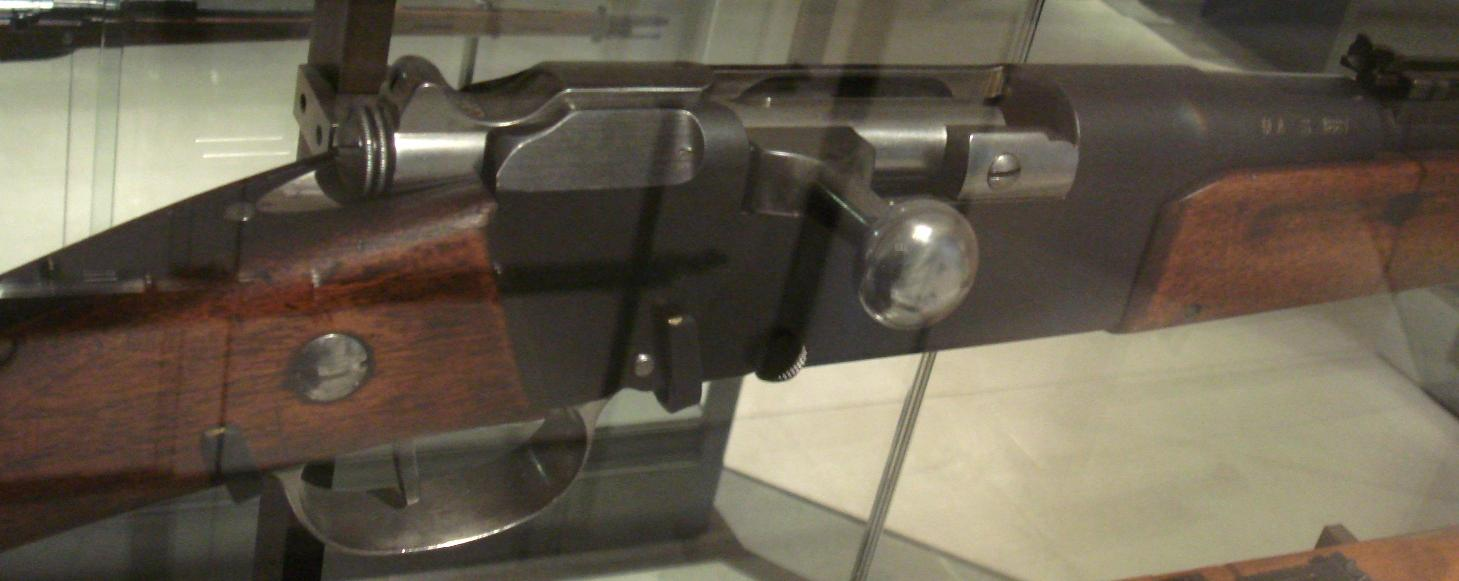
Detalle del cerrojo y la recámara de un fusil Lebel.

El fusil Lebel fue fabricado por tres arsenales estatales: St-Etienne, Châtellerault y Tulle, con una culata y un guardamanos separados por un macizo cajón de mecanismos desarrollado para resistir las altas presiones producidas por el nuevo cartucho con pólvora sin humo. El arsenal de Tulle siguió produciendo fusiles Lebel durante la Primera Guerra Mundial y cerró la última línea de ensamblaje en mayo de 1920. En 1935 se introdujo una versión carabina de producción limitada, hecha mediante el acortamiento de fusiles Lebel sobrantes y denominada Mle 1886-M93R35. El número total de fusiles producidos entre 1887 y 1920 sobrepasa las 2.800.000 unidades. Solamente el arsenal de Châtellerault produjo 906.760 fusiles. Algunas maquinarias especializadas que se emplearon desde el inicio de la producción en serie, fueron compradas en los Estados Unidos. Todas las piezas de los fusiles Lebel son intercambiables entre ellas, sin importar su lugar de producción. Todas las piezas clave de un fusil Lebel, inclusive la culata y el guardamanos, tienen el mismo número de serie.
Cuando apareció por primera vez, el cartucho 8 mm Lebel produjo una revolución en el armamento de infantería gracias al empleo de  la pólvora sin humo, mayor alcance de la bala y una trayectoria más estable. Un soldado equipado con un fusil Lebel podía atacar tropas armadas con fusiles que empleaban cartuchos de pólvora negra desde una mayor distancia y además, podía transportar una mayor cantidad de munición más ligera. La primera bala encamisada con núcleo de plomo y punta plana Balle M, con un peso de 15 gramos (231 granos), tenía un alcance máximo de 3.200 m (3500 yardas) y una velocidad de 610 metros/segundo (2000 pies/segundo). La punta plana de la  Balle M prevenía cualquier posibilidad de una detonación accidental de los cartuchos precedentes en el depósito tubular. Sin embargo, la puntiaguda bala tipo spitzer de latón macizo y base troncónica Balle D, con un peso de 12,8 gramos (197 granos), fue adoptada para el fusil Lebel en 1898 y puesta en servicio general en 1901. La Balle D de Desaleux tenía un alcance máximo de 4.100 m (4500 yardas) y una velocidad de 700 metros/segundo (2300 yardas/segundo), por lo que se hizo necesario el reajuste del alza de los fusiles Lebel. También fue la primera bala con base troncocónica adoptada por el ejército de país alguno. Los cartuchos franceses 8 mm Lebel siempre llevaron fulminantes de fulminato de mercurio desde 1886. Estos no son corrosivos, de allí que el ánima de los cañones de estos viejos fusiles usualmente está limpia y brillante. Sin embargo, los fulminantes de fulminato de mercurio pueden desactivarse tras varias décadas de almacenamiento.
Para evitar la detonación accidental de los cartuchos con la puntiaguda bala Balle D en el depósito tubular, se hizo una gran hendidura circular en el culote, alrededor del fulminante, para alojar la punta de la bala del siguiente cartucho. El pistón con resorte del depósito tubular también fue rediseñado en 1898 para alojar los cartuchos con la nueva bala Balle D. Finalmente, el fulminante de cada cartucho que montaba la bala Balle D fue protegido de una percusión accidental con una gruesa cubierta convexa, que a partir de 1912 era montada en el cartucho (Balle D "a.m.", abreviación de amorçage modifié (fulminante modificado)). Esta medida resultó en un doble fulminante. Debido a las cubiertas protectoras que tienen todos los cartuchos militares 8 mm Lebel de fabricación francesa, estos se pueden cargar con seguridad en el depósito tubular de un fusil Lebel. Pero cualquier otro cartucho 8 mm Lebel que no sea militar de fabricación francesa, como el Remington 8 mm Lebel o cartuchos recargados manualmente con casquillos Lebel comerciales (como los de Graf, por ejemplo), son potencialmente peligrosos en depósitos tubulares al no tener protegidos los fulminantes. El último modelo de cartucho militar Lebel que entró en servicio fue el Cartouche Mle 1932N, que montaba una bala Spitzer con camisa de cuproníquel, núcleo de plomo y base troncocónica que solamente podía ser disparada por fusiles Lebel y Berthier que llevaban una "N" grabada sobre el cañón. La fabricación de este cartucho, originalmente diseñado para aumentar el alcance de la ametralladora Hotchkiss M1914, cesó en Francia a finales de la década de 1960.
Tras la adopción el fusil Lebel por el ejército francés, la mayoría de países reemplazaron sus fusiles por otros de pequeño calibre que empleaban cartuchos con pólvora sin humo. El Imperio alemán y el Imperio austrohúngaro adoptaron nuevos fusiles de infantería calibre 7,92 mm y 8 mm en 1888; Italia y Rusia en 1891; y los Estados Unidos en 1892 con el fusil Krag. Los británicos mejoraron en 1895 su Lee-Metford con cartuchos .303 British cargados con pólvora sin humo, dando origen al Lee-Enfield. El gobierno francés no distribuyó el Lebel en los mercados extranjeros de armamento militar sobrante hasta que el viejo fusil fue finalmente desclasificado como arma en servicio después de la Segunda Guerra Mundial. Por otra parte, fusiles Lebel modelos 1886 y 1886-93 nuevos aparecen en los catálogos de la empresa de venta por correo Manufrance impresos hasta 1939. Una versión para cacería del Lebel, llamada "Lebel-Africain", también fue vendida por Manufrance en el periodo de entreguerras. Esta versión de cacería tenía un cañón más corto, la manija del cerrojo doblada hacia abajo y una culata más delgada y con mejor acabado. Finalmente, inclusive una empresa belga transformó fusiles Lebel sobrantes en escopetas y las vendió bajo la marca "Centaur".

## Historial de combate
El Lebel era un fusil fiable y resistente, aunque largo y pesado, ensamblado con piezas sobredimensionadas de excelente acabado. Su durabilidad sirvió como pretexto para mantenerlo en servicio demasiado tiempo, hasta finales de la década de 1930. Durante la Primera Guerra Mundial, equipó a la mayor parte de las tropas francesas, mientras que el fusil Berthier era principalmente suministrado a las tropas coloniales. Debido a su maciza construcción, el fusil Lebel fue el arma predilecta para disparar las granadas de fusil Vivien-Bessiere. Era potencialmente un arma muy precisa al emplear los cartuchos estándar con la bala de base troncónica Balle D. En consecuencia, se suministraron miras telescópicas APX Mle 1916 y Mle 1917 para los fusiles Lebel (una por cada escuadrón) en grandes cantidades hacia el final de la Primera Guerra Mundial. Estas miras telescópicas tenían una potencia de 3x aumentos y se podían ajustar a un alcance máximo de 800 m. Por desgracia el alza del fusil Lebel, aunque adecuada para prácticas de tiro, era demasiado pequeña, baja y con un entalle demasiado estrecho para situaciones de combate en donde se precisaba disparar con rapidez. Raras veces se empleaba el alza desplegada, ya que se podía aflojar con facilidad. La parte superior del cañón no tenía una cubierta protectora, por lo que podía quemar las manos del tirador. Además de todo lo mencionado anteriormente, el depósito tubular del fusil Lebel se recargaba con gran lentitud.
Por lo cual, en términos de disparar con rapidez en combate, el fusil Lebel era ampliamente sobrepasado por fusiles como el Lee-Enfield británico, el G98 alemán, el Mosin-Nagant ruso y el M1917 Enfield, entre otros.
El legado negativo del cartucho 8 mm Lebel fue la forma de su casquillo abotellado con pestaña. Esta afectaba negativamente el funcionamiento de las armas con depósitos o cargadores verticales (primero fue el fusil Berthier y después la ametralladora Chauchat). Este problema de la munición francesa ya era conocido en 1900, por lo que en vísperas de la Primera Guerra Mundial, el Ejército francés estaba planeando reemplazar al fusil Lebel y a su cartucho por el nuevo fusil semiautomático Meunier calibre 7 mm, con la denominación de Fusil A6. Fue adoptado oficialmente en 1910, pero su producción fue pausada debido a los incesantes rumores sobre un próximo conflicto. Más tarde, durante la Primera Guerra Mundial, un pequeño lote de fusiles Meunier (1.000 unidades) fue producido en 1916 en el arsenal de Tulle. Sin embargo, el Ejército francés finalmente eligió adoptar en 1917 una "modificación" del Lebel (en realidad solamente empleaba la culata, el guardamanos, el guardamonte y el cañón) en un fusil semiautomático (que no era una conversión experimental, como la del fusil canadiense Ross en el fusil automático Huot). El fusil semiautomático francés Mle 1917 RSC (acrónimo de Ribeyrolles, Sutter y Chauchat), de calibre 8 mm, fue fabricado en grandes cantidades (85.000 unidades) durante 1918 y ampliamente suministrado a algunos soldados de los regimientos de infantería de línea. Fue rápidamente criticado por sus usuarios ya que era muy pesado, muy largo y muy difícil de mantener por el soldado promedio. También necesitaba un peine especial de cinco cartuchos. El fusil Mle 1918 RSC, su versión mejorada y acortada, que empleaba el peine estándar de cinco cartuchos del fusil Berthier, fue finalmente aceptado por las tropas durante la Guerra del Rif en Marruecos. Los fusiles Mle 1918 RSC también fueron empleados en cantidades muy limitadas por los alemanes en la Segunda Guerra Mundial, como armas capturadas.
El fusil Lebel también fue empleado por las tropas republicanas durante la guerra civil española.

## Reemplazo
Debido a la negligencia a nivel gubernamental, especialmente por parte del mariscal Philippe Pétain, que fue ministro de Guerra durante la década de 1930, el lento ritmo de modernización de los fusiles del Ejército francés continuó después de la Primera Guerra Mundial. Por ejemplo, el fusil de cerrojo MAS-36 calibre 7,5 mm fue adoptado siete años después del cambio oficial (en 1929) al moderno cartucho sin pestaña 7,5 x 54 MAS Sin ir más lejos, un fusil semiautomático calibre 7,5 mm bien diseñado y probado (el MAS 38-40), estaba listo para ser producido en serie antes de la Invasión alemana de Francia en junio de 1940. Debió de haber entrado en servicio en 1941, pero Francia ya se encontraba bajo ocupación alemana. El fusil semiautomático MAS 38-40 fue almacenado, pero volvió a producirse en el arsenal de St. Etienne inmediatamente después de la Segunda Guerra Mundial, aunque ligeramente modificado por la adición de un cargador extraíble de 10 cartuchos. La Armada francesa lo adoptó con la denominación de MAS-44, mientras que el Ejército francés lo adoptó con la denominación de MAS-49, quedando en servicio del Ejército y la Legión Extranjera hasta 1979.

## Usuarios
- Francia
- Alemania nazi: fue suministrado a unidades del Volkssturm.[2]
- Bélgica
- Mónaco: Compañía de Carabineros del Príncipe[3]
- Segunda República Española